# Station Zeeland

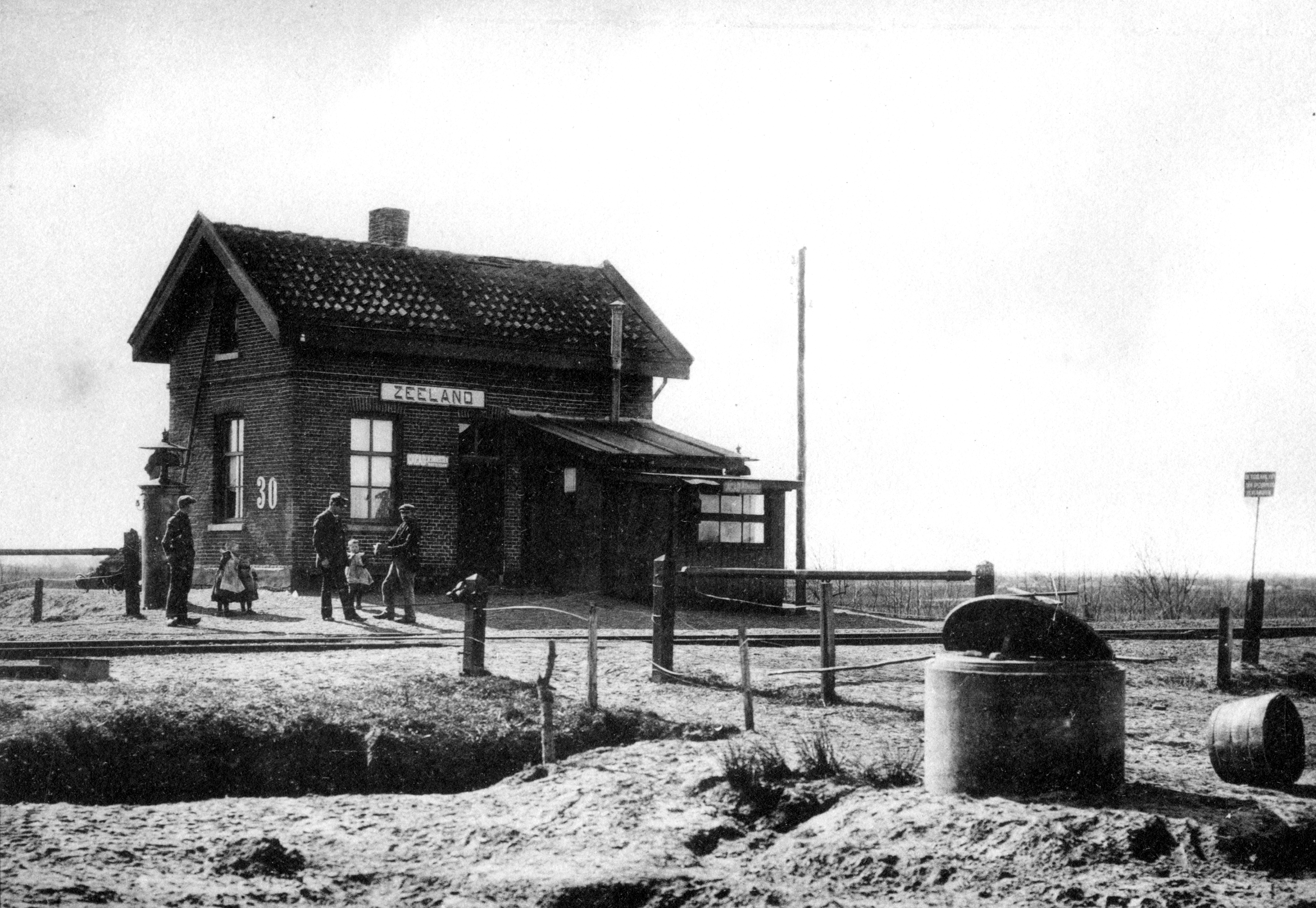
stationsgebouw stopplaats Zeeland aan de Trentsedijk in 1913

Stopplaats Zeeland (afk. Z) is een stopplaats aan de voormalige Duitse Lijntje tussen Boxtel en Wesel nabij Zeeland.
Het station werd geopend op 1889 en gesloten op 15 mei 1930. Het stationsgebouwtje dateerde van 1880. Het is nu, verbouwd en uitgebreid, in gebruik als woonhuis. De rails en het verkeersbord op de foto bij dit artikel zijn later aangelegd door de bewoners van het huis.